# 나는 가수다 시즌 1
〈나는 가수다〉는 《우리들의 일밤》의 한 코너로 줄여서 나가수라고 부르기도 한다. 《나는 가수다》 시리즈의 첫 번째 시즌이다. 또한, 타이틀 로고에서는 ㄱ이 7로 대체되어 '나는 7ㅏ수다'라고 표기된다.매주 7명의 실력있는 가수들이 나와 곡을 편곡해 부르는 미션에 도전하는 서바이벌 프로그램이다. 일반인 500명으로 구성된 평가단의 심사를 받아 1명이 탈락하고, 나중에 새로운 가수가 이를 채워가는 방식이다. 이 코너는 첫방송부터 큰 화제를 모았으며, 9회 방송분의 시청률은 17.3%로 동시간대 1위를 기록했다.
김영희 PD가 연출한 초반부는 출연진의 음악성과 프로그램의 오락성을 겸비해 시리즈 중 최고로 꼽히며 시청률 또한 증명하고 있다. 2011년 3월 20일 방송부터는 방송이 끝나면 음원이 즉시 공개되어 음원 다운로드 사이트를 통해 구입할 수 있다.

## 경연 규칙
7명의 가수들이 매 경연을 끝내면 청중평가단의 투표로 순위를 매겨, 가장 낮은 순위인 7위의 가수가 탈락되고, 그 자리에 새로운 가수가 투입되어 경연을 이어간다.
단, 당초 한 번의 경연으로 순위가 결정되는 방식에서, 5월 1일부터 재개된 방송부터는 참여 가수들이 3주 동안 두 차례의 경연을 펼쳐 그 평가 결과를 합산해 최종 순위가 결정되는 방식으로 룰이 변경되었다. 또한, 기존 1인의 평가단이 1명의 가수를 선택했던 것에서 3명의 가수를 선택할 수 있도록 투표 방식이 변경됐다.

### 청중 평가단
프로그램 홈페이지를 통한 신청자 중 500명을 선정하며 평가단을 구성한다. 평가단은 10대, 20대, 30대, 40대, 50대 이상으로 구성되어 각 그룹별로 100명씩 배분되며, 그룹 별 성비도 균형을 맞춘다. 방송초기에는 1천명의 평가단 풀을 구성하여 이들을 교대로 평가에 참여시키고 일정기간이 지나면 다시 풀을 구성하는 방식이었으나, 경연 룰이 바뀌면서 평가의 연속성을 고려하기 위해 청중평가단의 운영 방식도 변경되었다. 현재는 1차 경연 심사에 참여했던 평가단 500명 중 70%는 2차 경연 때 바꾸는 방식이 적용되고 있다.

## 경연 결과
| 가수명    | 경연 결과 방송일 | 경연 결과 방송일 | 경연 결과 방송일 | 경연 결과 방송일 | 경연 결과 방송일 | 경연 결과 방송일 | 경연 결과 방송일 | 경연 결과 방송일 | 경연 결과 방송일 | 경연 결과 방송일 | 경연 결과 방송일 | 경연 결과 방송일  | 경연 결과 방송일 | 경연 결과 방송일 | 경연 결과 방송일 | 통과 횟수 |
| 가수명    | 2011/ 3/20 (1차) | 2011/ 3/27 (2차) | 2011/ 5/22 (1R)  | 2011/ 6/12 (2R)  | 2011/ 7/3 (3R)   | 2011/ 7/24 (4R)  | 2011/ 8/14 (5R)  | 2011/ 9/11 (6R)  | 2011/ 10/2 (7R)  | 2011/ 10/23 (8R) | 2011/ 11/20 (9R) | 2011/ 12/11 (10R) | 2012/ 1/1 (11R)  | 2012/ 1/22 (12R) | 2012/ 2/12 (13R) | 통과 횟수 |
| --------- | ---------------- | ---------------- | ---------------- | ---------------- | ---------------- | ---------------- | ---------------- | ---------------- | ---------------- | ---------------- | ---------------- | ----------------- | ---------------- | ---------------- | ---------------- | --------- |
| 박정현    | 통과             | 통과             | 통과             | 통과             | 통과             | 통과             | 졸업             |                  |                  |                  |                  |                   |                  |                  |                  | 7         |
| 김범수    | 통과             | 통과             | 통과             | 통과             | 통과             | 통과             | 졸업             |                  |                  |                  |                  |                   |                  |                  |                  | 7         |
| YB        | 통과             | 통과             | 통과             | 통과             | 통과             | 통과             | 탈락             |                  |                  |                  |                  |                   |                  |                  |                  | 6         |
| 이소라    | 통과             | 통과             | 통과             | 탈락             |                  |                  |                  |                  |                  |                  |                  |                   |                  |                  |                  | 3         |
| 백지영    | 통과             | 하차             |                  |                  |                  |                  |                  |                  |                  |                  |                  |                   |                  |                  |                  | 2         |
| 김건모    | 재도전           | 하차             |                  |                  |                  |                  |                  |                  |                  |                  |                  |                   |                  |                  |                  | 1         |
| 정엽      | 통과             | 탈락             |                  |                  |                  |                  |                  |                  |                  |                  |                  |                   |                  |                  |                  | 1         |
| 임재범    |                  |                  | 하차             |                  |                  |                  |                  |                  |                  |                  |                  |                   |                  |                  |                  | 1         |
| 김연우    |                  |                  | 탈락             |                  |                  |                  |                  |                  |                  |                  |                  |                   |                  |                  |                  | 0         |
| BMK       |                  |                  | 통과             | 통과             | 탈락             |                  |                  |                  |                  |                  |                  |                   |                  |                  |                  | 2         |
| 옥주현    |                  |                  |                  | 통과             | 통과             | 탈락             |                  |                  |                  |                  |                  |                   |                  |                  |                  | 2         |
| JK 김동욱 |                  |                  |                  | 하차             |                  |                  |                  |                  |                  |                  |                  |                   |                  |                  |                  | 1         |
| 장혜진    |                  |                  |                  |                  | 통과             | 통과             | 통과             | 통과             | 통과             | 통과             | 탈락             |                   |                  |                  |                  | 6         |
| 조관우    |                  |                  |                  |                  | 통과             | 통과             | 통과             | 통과             | 탈락             |                  |                  |                   |                  |                  |                  | 4         |
| 김조한    |                  |                  |                  |                  |                  | 통과             | 통과             | 탈락             |                  |                  |                  |                   |                  |                  |                  | 2         |
| 자우림    |                  |                  |                  |                  |                  |                  | 통과             | 통과             | 통과             | 통과             | 통과             | 통과              | 졸업             |                  |                  | 7         |
| 바비킴    |                  |                  |                  |                  |                  |                  |                  | 통과             | 통과             | 통과             | 통과             | 통과              | 탈락             |                  |                  | 5         |
| 윤민수    |                  |                  |                  |                  |                  |                  |                  | 통과             | 통과             | 통과             | 통과             | 통과              | 통과             | 졸업             |                  | 7         |
| 인순이    |                  |                  |                  |                  |                  |                  |                  | 통과             | 통과             | 통과             | 통과             | 탈락              |                  |                  |                  | 4         |
| 김경호    |                  |                  |                  |                  |                  |                  |                  |                  | 통과             | 통과             | 통과             | 통과              | 통과             | 통과             | 졸업             | 7         |
| 조규찬    |                  |                  |                  |                  |                  |                  |                  |                  |                  | 탈락             |                  |                   |                  |                  |                  | 0         |
| 거미      |                  |                  |                  |                  |                  |                  |                  |                  |                  |                  | 통과             | 통과              | 통과             | 통과             | 하차             | 5         |
| 적우      |                  |                  |                  |                  |                  |                  |                  |                  |                  |                  |                  | 통과              | 통과             | 통과             | 하차             | 4         |
| 박완규    |                  |                  |                  |                  |                  |                  |                  |                  |                  |                  |                  |                   | 통과             | 통과             | 하차             | 3         |
| 신효범    |                  |                  |                  |                  |                  |                  |                  |                  |                  |                  |                  |                   |                  | 통과             | 하차             | 2         |
| 테이      |                  |                  |                  |                  |                  |                  |                  |                  |                  |                  |                  |                   |                  | 탈락             |                  | 0         |
| 이영현    |                  |                  |                  |                  |                  |                  |                  |                  |                  |                  |                  |                   |                  |                  | 하차             | 1         |
| 이현우    |                  |                  |                  |                  |                  |                  |                  |                  |                  |                  |                  |                   |                  |                  | 하차             | 1         |

## 룰 변경

### 2011년 5월 1일
2011년 3월 27일 경연 이후 한 달 휴식기를 가진 나는 가수다는 경연 7위와 동시에 바로 탈락이라는 기존의 룰 대신
1, 2차 경연을 하고 난 후 두 경연 결과의 합산 점수가 가장 낮은 가수를 탈락시키는 룰로 변경되었다.
동시에 1인 1표제 대신 1인 3표제 방식으로 변경되었다.

### 2011년 7월 31일
2011년 7월 31일 경연(5라운드)부터 나는 가수다의 룰이 변경되어 7회 연속 살아남은 사람은 명예졸업을 할 수 있도록 되었다.
가수들의 건강 문제나 프로그램의 신선함 유지 등이 이유이다.
2011년 8월 14일 방송을 마지막으로 첫 명졸자인 김범수, 박정현이 하차하게 되었고 21일 방송에 고별 무대를 가졌으며 2012년 1월 1일 방송을 마지막으로 세 번째 명졸자인 자우림이 하차하게 되었고, 제작진 방침으로 인해 김범수, 박정현의 고별 무대 후 더 이상의 고별 무대는 하지 않도록 하였으므로, 8일 방송은 고별 무대가 아닌 활약상을 되돌아 보는 시간을 가졌다. 1월 22일 윤민수가 네 번째로 명예졸업 타이틀을 거머쥐었다.

### 2011년 12월 18일
2011년 12월 18일 경연(11라운드)부터는 새가수가 1명일 경우 무조건 마지막 순서로 부르는 룰을 변경하였다.
그리고 기존 룰 대신 새가수도 함께 가수 모두가 1차 경연의 순번을 뽑는 방식으로 변경되었다.
또한 개그맨 매니저도 쉬는 기간이 없이 바로 나는 가수다의 매니저로 투입되는 방식으로 변경되었다.

### 2012년 1월 8일
2012년 1월 8일 경연(12라운드)부터 나는 가수다의 룰이 변경되어 곡 선택 방식과 순위 발표 방식이 변경되었다. 스포일러 유출에 대한 것 등이 이유이다. 이제부터 곡 선택은 회전판을 돌려 선택하는 것이 아닌 가수가 직접 선택하고 또한 순위 발표자가 장기호 교수에서 MC 윤종신으로 바뀌였다. 마지막으로 자신의 순위가 호명되면 가수들은 스튜디오 밖으로 나가는 방식으로 룰이 변경되었다.

## 평가

### 재도전과 연출자 교체
2011년 3월 20일 방송에서 여러 가지 마찰을 빚었다. 이날 방송에 참여한 청중평가단 500명이 가장 마음에 드는 가수를 뽑는 식으로 투표를 했으며 1등은 윤도현, 가장 낮은 득표율을 보인 김건모는 탈락자로 선정되었다. 발표 직후 현장 분위기는 침울해졌고, 김제동이 다시 도전할 기회를 주는게 도리라고 말했다. 제작진은 긴급 회의를 벌였고 수십여분 후 김영희 PD는 "김건모와 다른 참가 가수들이 원하면 재도전 기회를 주겠다"라고 말했다. 다른 가수들은 김건모의 재도전을 승락했고, 김건모는 소속사 사장과, 매니저와의 논의 끝에 재도전을 수락했다. 일부 시청자들은 이런 결정에 대해 비판적인 태도를 취했다. 〈나는 가수다〉 예고편에서 이 프로그램의 경쟁성은 서바이벌로 한 명씩 탈락한다는 점에 있음을 강조했고, 예고편에서도 이러한 규칙의 매력을 이용해 시청자들을 끌어들였기 때문이었다.
인터넷 언론들은 1주일간 3000건의 기사를 쏟아내며 이러한 상황을 보도했다. 논란이 커지자 김영희 PD는 규칙을 어긴 것에 대해 책임감을 느끼며 사과와 함께 사퇴를 고심하고 있다고 인터뷰를 통해 밝히고 이튿날 사퇴를 결정했다. 그러자 출연 가수들은 20년 경력의 베테랑 PD인 김영희를 믿고 출연을 결심한 것이고, 그가 있어야 안정감 있게 프로그램이 진행될 수 있다며 김영희의 복귀를 요청했으나, MBC측은 복귀는 불가능하다고 발표했다. MBC는 '놀러와'의 PD 신정수로 교체한다고 밝혔다.
김건모가 재도전을 하게 된 발언과 행동을 한 김제동과 이소라에 대한 비판도 있다. 김건모의 탈락을 받아들일 수 없다고 말하며 뛰쳐나간 이소라의 공식 홈페이지는 항의하는 누리꾼들로 인해 서버가 다운되기도 했다. 재도전을 제안한 김제동은 지인을 만나 죄책감에 눈물을 흘렸다고 말했다. 이어 김건모도 책임감을 느끼며 자진 탈락하겠다고 밝혀왔다. 탈락자가 김건모이기 때문에 재도전을 시켜줬다는 논란도 있다. 김건모가 참가자들중에 최고 선배이기 때문이다. 이때문에 패러디를 양산해냈다. 시간이 지나면서 논란은 사그라들었고, 프로그램을 계속 보고싶다는 시청자들이 다수였다. 예상치 못한 김영희 PD의 사퇴는 시청자들의 아쉬움을 샀고 김영희의 복귀를 원하는 시청자들의 요구도 잇따랐다. 김영희 PD만큼 <나는 가수다>를 잘 이끌 연출자가 없다는 견해였다. 김영희 PD는 MBC 김재철 사장의 지시로 인해 사퇴했다는 의혹이 제기되기도 했다. 이후 김영희 PD는 프로그램 하차에 대해서 아쉬움을 드러냈고 사측과, 신PD와의 합의가 된다면 복귀하고 싶다는 의지를 내보이기도 했다.
일밤 제작진은 3월 27일에 나는 가수다를 2시간 연속으로 방송하고, 그 다음 주에 2시간 동안 신입사원을 방송한 후, 한 달간 일밤 방송을 중지하고 5월 1일부터 다시 방송을 시작하였다. MBC는 PD가 교체되어 프로그램을 재정비 해야 하기 때문이라고 밝혔다. 이후 방송부터는 탈락한 정엽과, 자진사퇴한 김건모, 앨범 준비로 인해 더 이상 출연을 못한다고 밝힌 백지영을 제외한 4명은 그대로 출연하고, 임재범, BMK, 김연우가 새로 투입되었다.

### 분석
이 코너는 뛰어난 가창력을 가진 가수들만 엄선해서 출연한다는 기대감과 함께 '이러한 가수들을 어떻게 서열을 매길 수 있나?'라는 비판도 공존한다. 그럼에도 불구하고 아이돌 가수들이 대거 가요계를 장악한 가운데 정말 실력있는 가수들이 황금시간대에도 나올 수 있다는 점을 보여줘 가요계의 다양성에 도움을 줄 것이라는 평가가 많다. 첫날 방송에서는 11.3%의 시청률로 출발을 했는데, 이는 일밤의 이전 시청률보다 두배이상 오른 수준이다. 이 때 이소라가 부른 자신의 대표곡인 〈바람이 분다〉의 경우 출시된 지 7년 만에 KBS의 대표 음악 프로그램인 《뮤직뱅크》에서 K 차트 15위로 진입하였고, 다음 주인 3월 28일에는 10위에 들었다. 나가수에 참여하는 가수들의 편곡비용은 전부 MBC가 부담하기 때문에 가수들은 확실한 이익을 얻어가고 있다는 분석이다. 첫 번째로 탈락한 정엽은 대중적인 인지도를 얻어갔으며, 방송에서는 처음으로 1위를 한 김범수 역시 인지도와 인기를 얻었다. 이소라는 이 프로그램 출연을 계기로 KBS JOY에서 《이소라의 두 번째 프로포즈》를 진행하게 되었다. 투입되자마자 탈락한 김연우 역시 이어진 콘서트에서 6000석이 이례적으로 매진되는 등 인기와 인지도를 얻었다. 이처럼 출연 가수들이 큰 이익을 얻어가면서 나가수에 출연하겠다는 가수들의 제의가 많이 들어오고 있다. 다른 가수들의 노래를 편곡해서 부르는 제도 때문에 편곡자들이 많은 주목을 받기도 했으며, 편곡에 대한 관심도 많이 불러일으켰다. 편곡에 따라서 순위가 결정나는 경우가 많았기 때문이다. 이 프로그램은 큰 화제거리를 만들었고, KBS는 2011년 6월 개편에서 아이돌 가수들을 출연시키는 '아이돌판 나가수'인 〈불후의 명곡 2 - 전설을 노래하다〉가 방송되고 있다. 하지만, 〈불후의 명곡 2 - 전설을 노래하다〉는 〈나는 가수다〉에 대한 표절논란을 일으켰다. 인기에 힘입어 제작 형식을 일본에 수출하는 방안도 논의되었다.
〈나는 가수다〉에서 가수들이 새로운 곡들을 편곡해서 부르고, 음원이 즉각 공개된 이후로 각종 음원 사이트에서는 《나는 가수다》음원이 1 ~ 7위를 차지하는 일도 잦아졌다. 〈나는 가수다〉에서 나온 음원으로 2011년 연말까지 500억 원의 수익을 올릴 것으로 전망되었다. 또한, 〈나는 가수다〉 제작진은 MBC가 차지하는 수익을 기부하겠다고 밝혔다. 하지만 음원수익의 절반을 유통사가 가져가면서 원작자에게 돌아가는 금액이 적다는 지적도 제기됐다.
《나는 가수다》 열풍은 패러디 방송으로도 이어졌다. MBC 코미디 프로그램 《웃고 또 웃고》의 나도 가수다는 출연가수들을 코미디언들이 패러디했고, 2011년 9월에는 추석 특집으로 MBC 《나는 트로트 가수다》, KBS 《서바이벌 나는 가짜다》등이 방송되기도 했다. 12월에는 MBC 《무한도전》에서 나가수 패러디로 《나름 가수다》가 방송되기도 했다.

## 시청률

### 2011년
- AGB닐슨 미디어 리서치에서 공개한 표를 바탕으로 작성한 시청률이다. 빨간색 글씨는 최고 시청률, 파란색 글씨는 최저 시청률을 나타낸다.

| 회차   | 방송일    | 시청률              | 시청률 |
| 회차   | 방송일    | AGB닐슨 전국 시청률 |        |
| ------ | --------- | ------------------- | ------ |
| 제1회  | 3월 6일   | 12.9%               |        |
| 제2회  | 3월 13일  | 13.0%               |        |
| 제3회  | 3월 20일  | 16.2%               |        |
| 제4회  | 3월 27일  | 13.7%               |        |
| 제5회  | 5월 1일   | 13.6%               |        |
| 제6회  | 5월 8일   | 15.1%               |        |
| 제7회  | 5월 15일  | 16.6%               |        |
| 제9회  | 5월 22일  | 18.4%               |        |
| 제9회  | 5월 29일  | 17.3%               |        |
| 제10회 | 6월 5일   | 12.6%               |        |
| 제11회 | 6월 12일  | 16.8%               |        |
| 제12회 | 6월 19일  | 17.0%               |        |
| 제13회 | 6월 26일  | 17.4%               |        |
| 제14회 | 7월 3일   | 18.0%               |        |
| 제15회 | 7월 10일  | 15.8%               |        |
| 제16회 | 7월 17일  | 12.3%               |        |
| 제17회 | 7월 24일  | 17.6%               |        |
| 제18회 | 7월 31일  | 15.3%               |        |
| 제19회 | 8월 7일   | 11.5%               |        |
| 제20회 | 8월 14일  | 12.7%               |        |
| 제21회 | 8월 21일  | 12.5%               |        |
| 제22회 | 8월 28일  | 11.7%               |        |
| 제23회 | 9월 4일   | 10.3%               |        |
| 제24회 | 9월 11일  | 11.4%               |        |
| 제25회 | 9월 18일  | 13.9%               |        |
| 제26회 | 9월 25일  | 16.6%               |        |
| 제27회 | 10월 2일  | 14.8%               |        |
| 제28회 | 10월 9일  | 14.7%               |        |
| 제29회 | 10월 16일 | 12.9%               |        |
| 제30회 | 10월 23일 | 17.3%               |        |
| 제31회 | 10월 30일 | 16.1%               |        |
| 제32회 | 11월 6일  | 14.9%               |        |
| 제33회 | 11월 13일 | 11.8%               |        |
| 제34회 | 11월 20일 | 13.6%               |        |
| 제35회 | 11월 27일 | 12.6%               |        |
| 제36회 | 12월 4일  | 9.9%                |        |
| 제37회 | 12월 11일 | 12.7%               |        |
| 제38회 | 12월 18일 | 12.1%               |        |
| 제39회 | 12월 25일 | 9.7%                |        |

### 2012년
| 회차   | 방송일   | 시청률              | 시청률 |
| 회차   | 방송일   | AGB닐슨 전국 시청률 |        |
| ------ | -------- | ------------------- | ------ |
| 제40회 | 1월 1일  | 11.5%               |        |
| 제41회 | 1월 8일  | 10.1%               |        |
| 제42회 | 1월 15일 | 7.4%                |        |
| 제43회 | 1월 22일 | 9.1%                |        |
| 제44회 | 1월 29일 | 9.4%                |        |
| 제45회 | 2월 5일  | 7.3%                |        |
| 제46회 | 2월 12일 | 10.0%               |        |
| 제47회 | 2월 19일 | 5.1%                |        |

## 같이 보기
- 일요일이 좋다
  - 런닝맨 (1부 프로그램)
  - K팝 스타 (경쟁 프로그램)
- 해피선데이
  - 남자의 자격 (1부 프로그램)
  - 1박 2일 (경쟁 프로그램)
- 일밤
  - 룰루랄라 (1부 프로그램)